# Optics Express
Optics Express (Kurzbezeichnung nach ISO 4: Opt. Express) ist eine wissenschaftliche Fachzeitschrift mit Peer-Review, die seit 1997 existiert und als Onlinezeitschrift nach dem Open-Access-Modell von der Optical Society (OSA, früher Optical Society of America) herausgegeben wird.
Die Artikel in Optics Express erscheinen ausgabenunabhängig online; die Zeitschriftenausgaben erscheinen zweiwöchentlich. Der thematische Bereich der Artikel in Optics Express umfasst wissenschaftliche und technische Innovationen in Optik und Photonik. Die Zeitschrift umfasst eine Sektion Energy Express für Beiträge, die Entwicklungen für die Anwendung auf nachhaltige Energiewirtschaft und Umweltaspekte betreffen.
Mit einem Impact Factor (IF) von 3,561 für das Jahr 2018 nimmt die Zeitschrift in der Statistik der Journal Citation Reports den 20. Platz unter 95 Journalen im Themenbereich Optik ein. Bezüglich der absoluten Zitationszahlen liegt sie mit 115.635 Zitierungen (2018) in demselben Themenbereich auf Platz zwei hinter Physical Review A und im Themenbereich Physik auf Platz 8 von 320 erfassten Zeitschriften. Zwischen den Jahren 2000 und 2015 schwankte der Wert des IF der Zeitschrift zwischen 1,811 (2000) und 4,009 (2006).
Wissenschaftlicher Herausgeber von Optics Express ist James Leger von der University of Minnesota (beide USA); sein Stellvertreter ist Chris Dainty von der National University of Ireland (Irland) und dem University College London (England).